# A Fistful of Peril
A Fistful of Peril è il terzo album del gruppo hip hop statunitense Czarface, pubblicato nel 2016.
| Recensione | Giudizio |
| ---------- | -------- |
| RapReviews | [ 2 ]    |

## Tracce
1. Electric Level 1 – 0:53 (S. Ryan, J. Hunter, G. Andrinopoulos, T. Spadafore)
2. Two in the Chest – 2:37 (S. Ryan, J. Hunter, G. Andrinopoulos, T. Spadafore)
3. Czar Wars – 2:43 (S. Ryan, J. Hunter, G. Andrinopoulos, T. Spadafore)
4. Dust (featuring Psycho Les) – 3:02 (S. Ryan, J. Hunter, L. Fernandez, G. Andrinopoulos, T. Spadafore)
5. Revenge on Lizard City – 2:22 (S. Ryan, J. Hunter, G. Andrinopoulos, T. Spadafore)
6. Machine, Man, & Monster (featuring Conway) – 4:41 (S. Ryan, J. Hunter, D. Price, G. Andrinopoulos, T. Spadafore)
7. Dare Iz a Darkseid – 3:20 (S. Ryan, J. Hunter, G. Andrinopoulos, T. Spadafore)
8. Tarantulas (featuring Blacastan) – 2:35 (S. Ryan, J. Hunter, I. Osu, G. Andrinopoulos, T. Spadafore)
9. Sabers (featuring Jesus Chrysler) – 3:00 (S. Ryan, J. Hunter, G. Andrinopoulos, T. Spadafore)
10. Steranko (featuring Meyhem Lauren & Rast RFC) – 3:47 (S. Ryan, J. Hunter, J. Rencher, G. Andrinopoulos, T. Spadafore, Rast RFC)
11. Talk That Talk – 3:30 (S. Ryan, J. Hunter, G. Andrinopoulos, T. Spadafore)
12. All in Together Now – 2:53 (S. Ryan, J. Hunter, G. Andrinopoulos, T. Spadafore)
13. Level Electric 1 – 0:58 (S. Ryan, J. Hunter, G. Andrinopoulos, T. Spadafore)

## Classifiche
| Classifica (2016)         | Posizione massima |
| ------------------------- | ----------------- |
| US Independent Albums     | 28                |
| US Top Rap Albums         | 14                |
| US Top R&B/Hip-Hop Albums | 21                |